# Congettura di Scholz
In matematica, la congettura di Scholz (chiamata anche congettura di Scholz-Brauer o anche congettura di Brauer-Scholz) è una congettura formulata nel 1937 che dice:
{\displaystyle l(2^{n}-1)\leq n-1+l(n),}
dove l(n) è la lunghezza della più breve catena di somme (addition chain) che genera n. La congettura è stata verificata per moltissimi casi ma, in generale, rimane un problema aperto.
Per esempio, la condizione è verificata nel caso n = 5, infatti l(5)=3 (la catena più corta che genera 5 è 1+1=2, 2+2=4, 4+1=5) e l(31)=7 (la catena più corta è 1+1=2, 2+1=3, 3+3=6, 6+6=12, 12+12=24, 24+6=30, 30+1=31) e si ha
{\displaystyle l(2^{5}-1)=5-1+l(5).}
Semplici ragionamenti sulla natura delle catene di somme e la rappresentazione binaria di un numero consentono di mostrare la disuguaglianza più debole:
{\displaystyle l(2^{n}-1)\leq 2n-2.}